# Jhansi

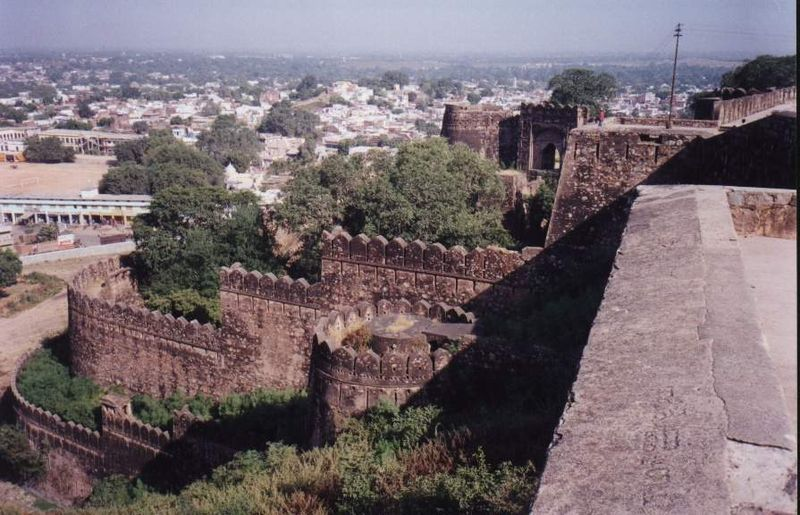
Vy över Jhansi från fästningen.

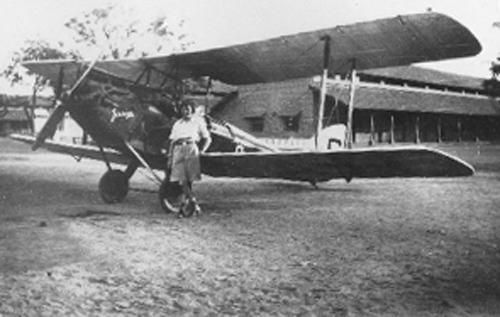
Flygpionjären Amy Johnson vid sitt flygplan under en mellanlandning i Jhansi, 1930-talet.

Jhansi är en stad i den indiska delstaten Uttar Pradesh, och är den administrativa huvudorten för distriktet Jhansi. Folkmängden uppgick till 505 693 invånare vid folkräkningen 2011, med förorter 547 638 invånare. Jhansi flygplats ligger norr om staden.